# 17-й армейский корпус (вермахт)
17-й армейский корпус (нем. XVII. Armeekorps), сформирован в августе 1939 года (штаб корпуса был создан 1 апреля 1938 года).
В декабре 1942 — апреле 1943 именовался как группа «Холлидт» (нем. Gruppe Hollidt).

## Боевой путь корпуса
В сентябре-октябре 1939 года — участие в Польской кампании.
6 сентября 17-й армейский корпус занял оставленный поляками Краков.
С ноября 1939 года — дислоцировался на границе с Францией (линия «Зигфрид»). С июля 1940 — на границе с СССР.
С 22 июня 1941 года — участие в германо-советской войне, в составе группы армий «Юг». Бои в районе Ковеля, Киева, Белгорода.
В 1942 году — бои на Дону (Сталинградское направление).
В 1943 — бои на реке Миус, затем отступление на Украину.
В 1944 — бои на Днепре, в районе Умани, на реке Буг. С мая 1944 — в Молдавии, отступление через Карпаты в Венгрию.
В 1945 — бои в Венгрии, затем отступление в Силезию.

## Состав корпуса
В сентябре 1939:
- 7-я пехотная дивизия
- 44-я пехотная дивизия
- 45-я пехотная дивизия

В июне 1941:
- 56-я пехотная дивизия
- 62-я пехотная дивизия

В декабре 1942 (как группа «Холлидт»):
- 62-я пехотная дивизия
- 294-я пехотная дивизия
- 306-я пехотная дивизия
- 1-й румынский армейский корпус
- 2-й румынский армейский корпус

В июле 1943:
- 294-я пехотная дивизия
- 302-я пехотная дивизия
- 306-я пехотная дивизия

В сентябре 1944:
- 3-я горнопехотная дивизия
- 8-я лёгкая пехотная дивизия

В марте 1945:
- 19-я танковая дивизия (боевая группа)
- 20-я танковая дивизия
- 359-я пехотная дивизия (боевая группа)

## Командующие корпусом
- С августа 1939 — генерал пехоты Вернер Киниц
- С 23 января 1942 — генерал пехоты Карл Холлидт
- С 7 декабря 1942 — генерал-лейтенант Дитрих фон Хольтиц
- С 5 марта 1943 — генерал пехоты Вильгельм Шнекенбургер
- С 1 августа 1943 — генерал артиллерии Эрих Бранденбергер
- С 1 ноября 1943 — генерал горных войск Ханс Крейзинг
- С 28 декабря 1944 — генерал инженерных войск Отто Тиман